# Omega Eridani
Désignations
Omega Eridani (ω Eri) est une étoile binaire de la constellation de l'Éridan. Elle est visible à l'œil nu avec une magnitude apparente de 4,37. D'après la mesure de sa parallaxe annuelle par le satellite Gaia, le système est distant d'environ 67 pc (∼219 al) de la Terre. Il s'en éloigne à une vitesse radiale héliocentrique de +5 km/s.
Omega Eridani est une binaire spectroscopique à raies simples avec une période orbitale de 3 057 jours (8,4 ans) et avec une excentricité de 0,46. Sa composante visible est une étoile sous-géante blanche de type spectral A9 IVn, avec la lettre « n » de son suffixe qui indique que son spectre présente des raies d'absorption élargies (« nébuleuses ») en raison de rotation rapide. Elle tourne en effet sur elle-même à une vitesse de rotation projetée de 186 km/s. Cela donne à l'étoile une forme aplatie avec un rayon équatorial qu'on estime être 13 % plus grand que son rayon polaire.